# UH-2直升機

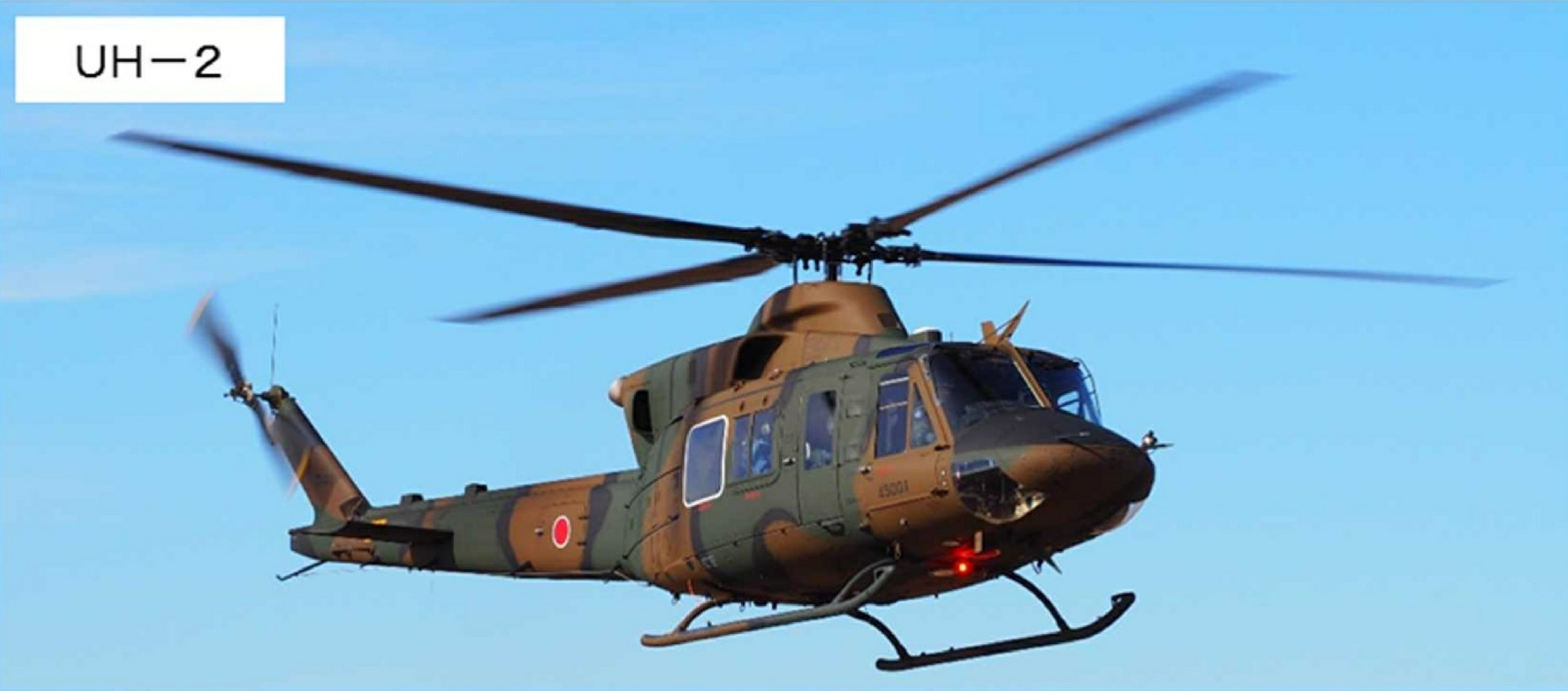
UH-2原型機（2021年）

UH-2直升機（英語：Utility Helicopter-2）是日本陸上自衛隊的次世代多用途直升機，採購計畫原名UH-X，項目用意是取代現有的UH-1H/J直升機機隊。
UH-2於2015年（平成27年）7月17日選定由速霸陸集團（前富士重工業）與貝爾直升機基於貝爾412 EPI共同研發。預定於2021年（令和3年）起20年陸續交付共150機，每台造價估算約12億日元。在2018年12月25日，UH-X首飛，並在2019年3月8日交付給陸上自衛隊在明野駐屯地的飛行實驗隊，正式編號為XUH-2。
2021年6月24日，日本防衛省宣佈UH-X開發測試完成。並正式命名為UH-2通用直升機（UH-2多用途ヘリコプター）計畫開始服役。
2022年5月19日，首架量產機首飛，並計劃2022年底前交付6架。

## 原有計劃

### UH-1H・J後繼機

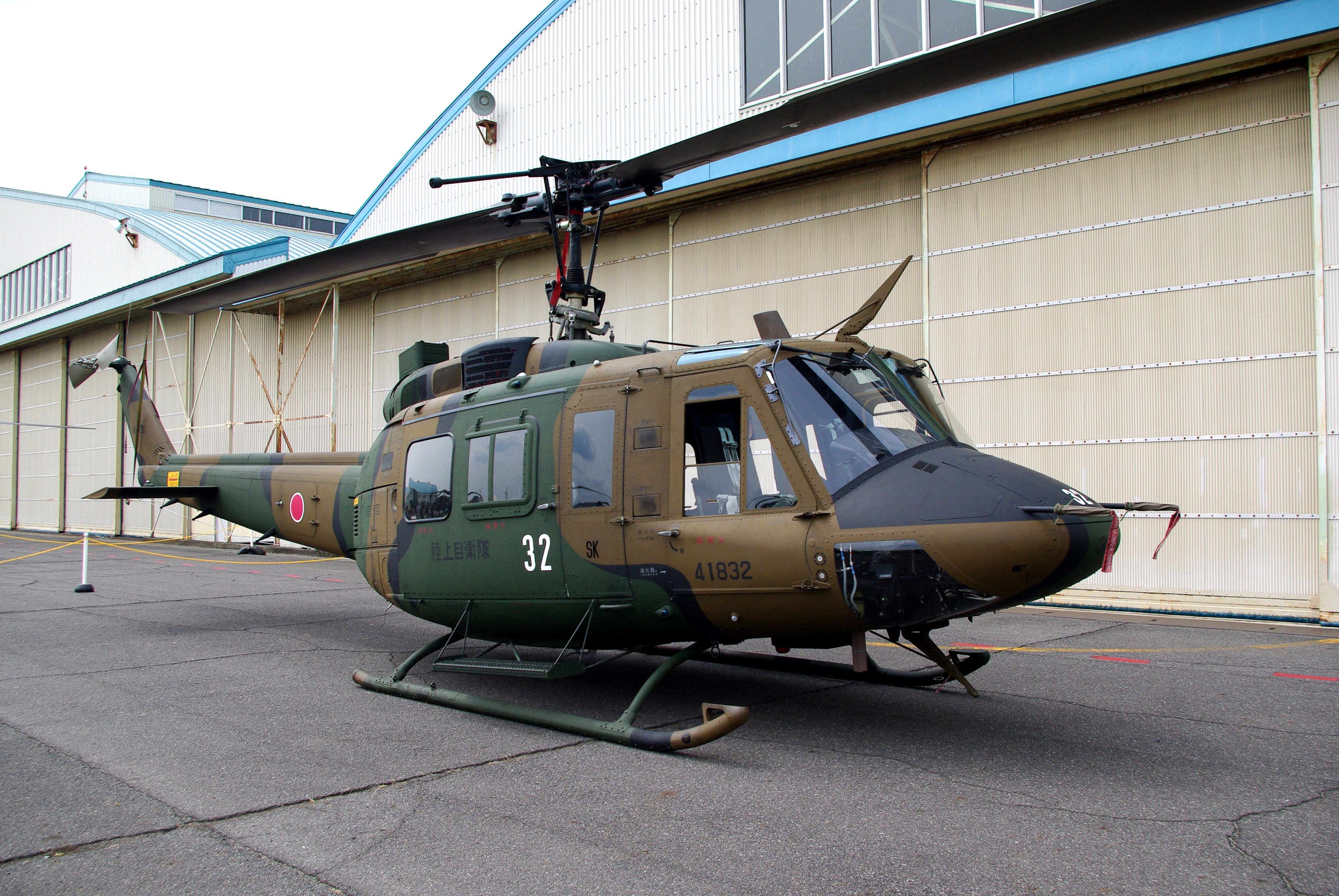
UH-1J

陸上自衛隊採用1990年代後生產的UH-1H/J，UH-1H是貝爾開發的多用途直升機、UH-1J則是基於UH-1H由富士重工進行改良。原先日本已導入UH-60直升機的授權生產，惟產製單價過高，無法和UH-1系列進行對等數量替換。陸上自衛隊在UH-60導入後的十多年來仍然配備了大量UH-1直升機。
有見及此，陸上自衛隊提出引入新型雙發多用途直升機，並定出以下要求：
- 於高温・高海抜地區具超低空飛行性能
- 長距離海上飛行時保持安定性
- （與UH-1H/Jと相較）速度及續航距離性能作大幅改善
- 造價等同UH-1J（單機造價12億日元）[6]

防衛省決定自既有多用途直升機研發，提出以下候選方案：
- 以OH-1為基礎的改造機
- UH-1J雙發改良型

在比較兩者后決定採用OH-1改造案，防衛省於2012年3月川崎重工業提出以OH-1為基礎開發「新多用途直升機」的專案要求。專案開發需時7年、開發經費280億円日圓，計畫量產140架、每機約10億日圓

### 計畫凍結與重新開標
2012年9月，防衛省內部遭檢舉在新型多用途直升機一案有不法情事，東京地方檢察廳特搜部就此展開搜査。調查結果顯示，防衛省技術研究本部任職的自衛官向川崎重工領導層提供了直升機採購企業評定標準草案、其競爭對手（富士重工）的研發等資料。該官員因而涉嫌違反《官製談合防止法》遭防衛省提訴。 。其後隨著政權交替因素，防衛省決定取消相關購置費用的預算，並和中標的川崎重工解除購機合同及禁止投標2個月處分，故此UH-X計劃又重回原點。

## 新計劃

### 国際共同開發

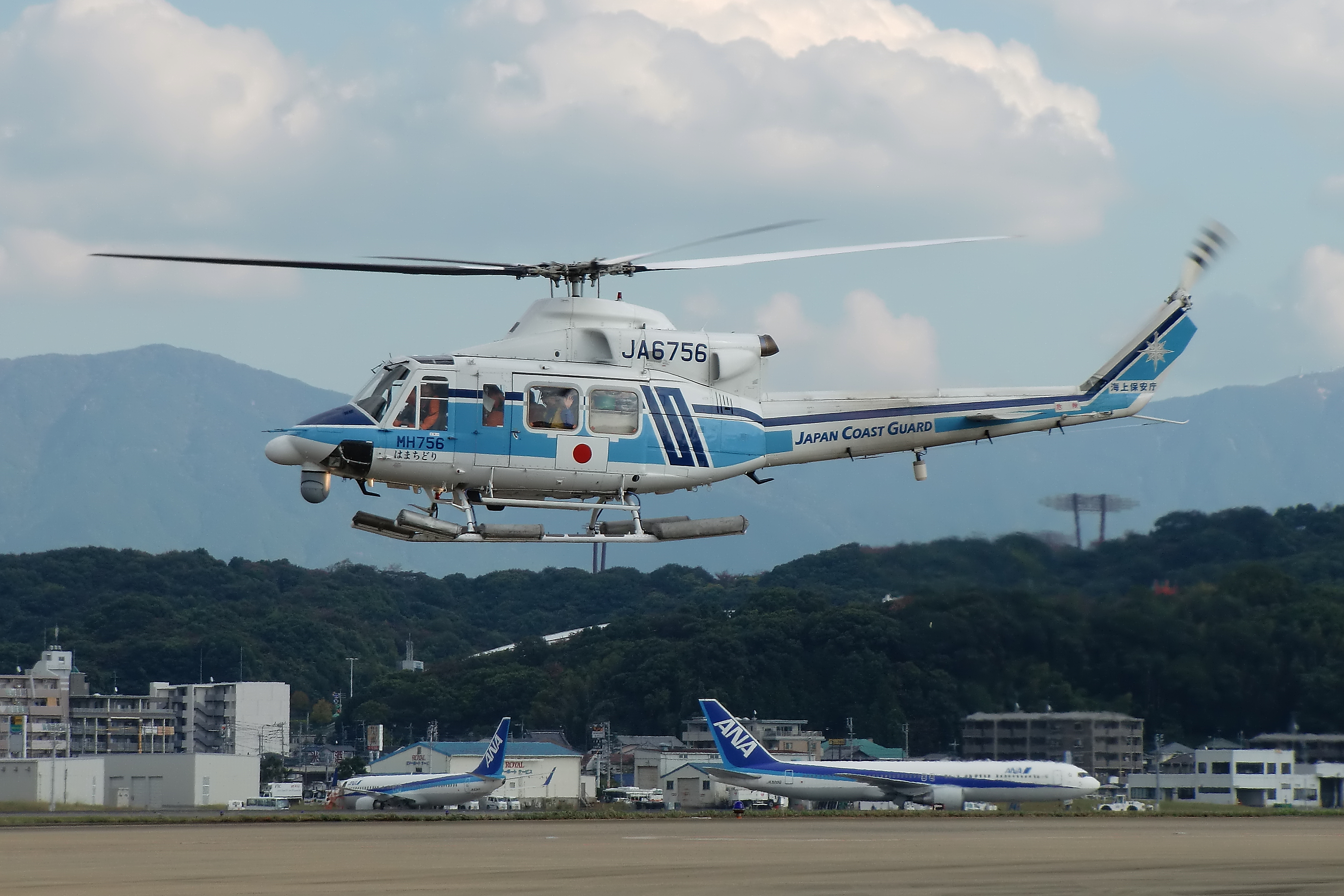
海上保安廳貝爾412EP

2014年4月29日，防衛省提出考慮以現有民用航空器升級為UH-X的方案，這主要是受惠於《防衛裝備轉移三原則》對技術轉移的解禁。
多個財團展現出興趣並提出方案：
- 川崎重工業/ 空中巴士直升機

以X9為基礎的陸自定制機型
過去的OH-1改、H160、BK117/EC145改造案也納入考慮範圍。
- 富士重工業/貝爾直升機

以貝爾412EPI為基礎的陸自定制機型。
- 三井物產/阿古斯特維斯特蘭 （棄標）

進口AW169並由富士重工業改造為陸自向機型、惟最後並未向防衛省提出方案。

### 決標
防衛省於2015年（平成27年）度預算重新編列UH-X開發經費10億日圓，並在2015年2月25日正式公開招標，提案書截止日期為6月2日。2015年7月15日，防衛省選定貝爾412EPI方案。競標中並指示在2018年3月30日前得標廠商必須繳納首架原型機。
貝爾412EPI為日本速霸陸與貝爾公司研發的貝爾412系列最新衍生型，與先前型號相比，變速箱的緊急操作維持時間（無潤滑油下持續運轉）延長，機上裝設前視紅外線觀測設備，並且可使用資料鏈傳輸即時影像。
UH-2原型機在2018年12月25日進行首次飛行測試。